# 피의 저주

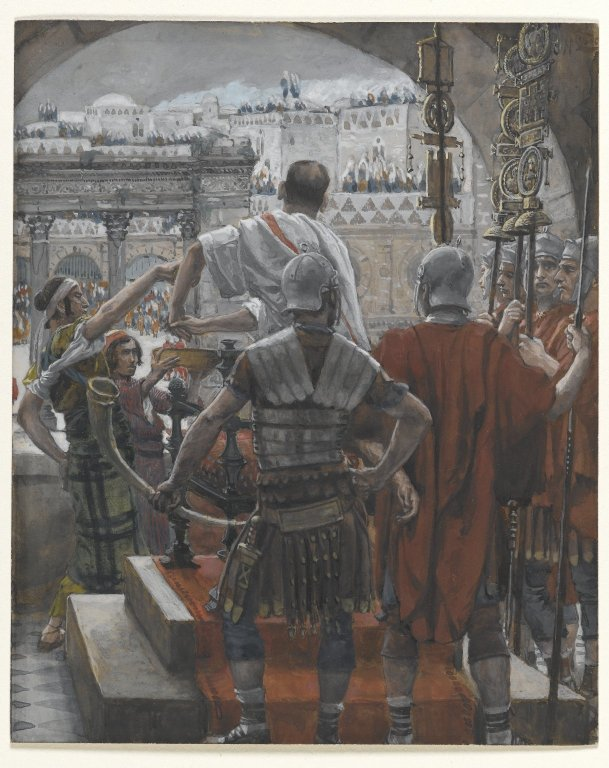

피의 저주라는 용어는 예수가 십자가에 못 박히기 전에 빌라도의 법정에서 일어난 사건, 특히 예수의 죽음에 대한 책임을 기꺼이 받아들이는 유대인 군중을 설명하는 마태 복음의 신약 성경 구절을 나타낸다.

## 성경 이야기
마태복음 27장 24~25절은 다음과 같다.
빌라도가 아무 득이 되지 않고 도리어 민란이 나려는 것을 보고 물을 가져다가 무리 앞에서 손을 씻으며 이르되 이 사람의 피에 대하여 나는 무죄하니 너희가 당하라 모든 백성이 대답하되 그의 피를 우리와 우리 자손에게 돌릴지어다 하니 (그리스어: Τὸ αἷμα αὐτοῦ ἐφ' ἡμᾶς καὶ ἐπὶ τὰ τέκνα ἡμῶν)

## 같이 보기
- 은 삼십